# Indonemoura collina
Indonemoura collina är en bäcksländeart som beskrevs av Du och Wang 2009. Indonemoura collina ingår i släktet Indonemoura och familjen kryssbäcksländor. Inga underarter finns listade i Catalogue of Life.